# ولسوالی وایگل
وایگل یکی از ولسوالی‌های ولایت نورستان در شمال خاوری افغانستان است. جمعیت آن در سال ۲۰۰۶ میلادی، ۲۵،۴۲۵ نفر اعلام شده‌است.
ولسوالی وایگل دارای هشت قريۀ بزرگ می‌باشد که عبارت‌اند از: اكوعن، كيگل، نيشيكرام، منديش، جمچ، ژنچيگل، وايگل، همشديش و وايگل بزرگترين که بانفوس‌ترين قريۀ اين ولسوالی ‌است. 